# ダブルクロス The 3rd Edition リプレイ・デザイア
『ダブルクロスThe 3rd Edition リプレイ・デザイア』とは、日本製テーブルトークRPG『ダブルクロス』のリプレイ作品。ゲームマスター(GM)は加納正顕。イラストは片桐いくみ。

## 概略
『ダブルクロス The 3rd Edition』(DX3)のサプリメント『パブリックエネミー』(PE)を使用したリプレイ作品である。
『PE』は『ダブルクロス The 2md Edition』(DX2)時代の『コントラストサイド』の流れを汲むファルツハーツ(FH)リソースブックだが、DX2では幾つかのリプレイにFH所属PCが出る程度だったため、「PC全員がFH所属のリプレイ」は歴代リプレイで初となる。
元々は従来通りのユニバーサル・ガーディアン・ネットワーク(UGN)側PCにPEの要素を加える形で考案されていたが、打ち合わせ時の加納正顕の発言が元でこのような異例のセッションとなった。また、『ダブルクロス』の基本ステージである「現代日本ステージ」を用いつつも、京都を主な舞台としている点でも異色と言える。
TRPG業界外のプレイヤーとして、声優の若林直美と小説家の三田誠を迎えている。既にアーケードゲーム『THE IDOLM@STER』の秋月律子役で人気を得ていた若林の参加が決まったのは、富士見書房が『ダブルクロス』のデザイナーである矢野俊策に提案したためである。
当初は全4巻を予定していたが、好評を受けて5巻までの延長が決まり、結果として『ダブルクロス』のリプレイシリーズで最多の巻数（2011年8月現在）となった。
その後、別シリーズのドラマCD『ダブルクロスThe 3rd EditionドラマCD・デイズ』にPL4人が出演した。

## あらすじ
京都にあるファルツハーツのセルの一つ、通称”神曲”セルでは「至高天（エンピレオ）」と呼ばれている水晶の巨大な薔薇を研究していた。守り続けていると願いが叶うと呼ばれているその水晶の薔薇を守るのはケルベロスと名付けられているチーム。ケルベロスに所属している四人は各々が形が違えど、強い欲望や願いを持っていた。
弟を救うために戦うエージェント、青峰ミユキ。
最愛の母の期待に応えようとするチルドレン、大門寺朱香。
失われた力を取り戻そうと足掻くチームリーダー、闇条晃士朗。
友人の娘を救う手がかりを求める最強のエージェント、九鬼。
これは、欲望を叶えるための物語。

## 登場人物

### プレイヤー・キャラクター
並びはMission 01のPC番号順。Dロイスは開始時から導入されている。
CVは「ダブルクロス The 3rd Edition リプレイ・デイズ」のもの。
青峰ミユキ（あおみね ミユキ、プレイヤー：合鴨ひろゆき 声：遠藤綾）
- コードネーム:フェンリルバイト
- シンドローム:サラマンダー/サラマンダー
- ワークス/カヴァー:FHエージェント/女子高生
- Dロイス:究極のゼロ（アブソリュート・ゼロ）

京都府内の高校に通う女子高生。16歳。クールで落ちついた性格だが、その実意外なまでの激情家でもあり、気を許した相手や過去の事件に絡む敵には感情を露わにする。
通常のサラマンダーシンドロームに比べ氷や低温を操る事に長け、氷の剣による接近戦を唯一の戦闘手段とするPC随一のアタッカー。
とある事件で家族を一度に失った過去を持つ。オーヴァードに覚醒したのはその際一度死亡した時であり、蘇生後に弟・タクミだけはまだ助けられる可能性がある、という話を居合わせた美奈子から聞かされ、誘われるままにFHに加入。「至高天」を研究・防衛する「神曲」セルの実行部隊「ケルベロス」に所属する。チームメイトの朱香とはまさに「親友」と言って過言ではない間柄だが、反面互いに依存し合っている節がある。そのせいか、真と朱香が接近していくにつれて嫉妬にも似た感情を覚えるようになるが、最終的に真を「好敵手」に認定している。
戦いの中で仲間との反発やセル壊滅などの危機を乗り超えて過去に迫って行く。オーヴァードとなった事件においては、FHからの脱走を図ったタクミに連れられる形で居合わせており、追って来た美奈子と出迎えに来ていた六郎との戦いに巻き込まれて一度死亡した、というのが真相。
「至高天」を巡る戦いが一段落した後は目覚めたセシリアと共に東京近郊の女子高に通っていたが、タクミの水晶化の再発を機に京都へ帰還。再結集したケルベロスのもと、最後の因縁に決着をつけた後、レネゲイドそのものについてより理解するためゼノスへ身を寄せている。
なお、名前は漢字だと「青峰深雪」と書く。
余談だが、パラレルワールドの"エンドライン"ステージでは、彼女は大門寺朱香と共に（プロパガンダの一環として）アイドルユニットの「オルトロス」を結成し、アイドル活動に勤しんでいる。
大門寺朱香（だいもんじ しゅか、プレイヤー/声：若林直美）
- コードネーム:フェニックスガード
- シンドローム:キュマイラ/サラマンダー
- ワークス/カヴァー:FHチルドレン/女子高生→芸妓見習い
- Dロイス:不死者

ミユキと同じ高校に通う女子高生。16歳。育ての親である美奈子に心酔しており、彼女の命令を第一に動く。
明朗快活で活発な性格。親類縁者から踈まれていた過去を持ち、そのためか他人に必要とされる、愛されることを無意識に欲している。相方のミユキとは対照的に炎を操っての防御を担当し、その防御力は歴代のPCでも『The 2nd Edition』時代の「トワイライト」シリーズのギヨーム・ド・ノートルダムに匹敵するほど高い。
物心ついて間もなくFHにいたため、過去の記憶はあまり残っていない。美奈子やミユキに強い信頼を寄せるのはその反動でもあり、3巻以降徐々に過去が明らかになるにつれ、依存から脱して独り立ちしていった。2巻で真と邂逅して以来、好意に近い感情を抱いているが終盤まで本人は自覚がなかった。
実は彼女も3年前の美奈子と六郎の戦いに参加しており、「至高天」によって増幅されたタクミの攻撃から美奈子を庇って原型をとどめないほどに身体を破壊され、死亡。直後に取り乱した美奈子によって「至高天」の力で蘇生するも、記憶が一部欠落していた。その関係で適格者としての資質を備えており、「至高天」を巡る一連の事件では真と共にキーパーソンとなっていた。
その一件が解決した後は「至高天」から生まれた少女・絆を娘として引き取り、晃士朗の紹介で芸妓見習いとして働いている。その中で謎の現象に遭遇し、再びかつての仲間と共に戦いに赴き、自身の出自に関する最後の謎を知ることになる。
なお、4巻において「ダブルクロス」公式リプレイで最低となる最終侵蝕率49%を記録している。
闇条晃士朗（あんじょう こうじろう、プレイヤー：矢野俊策 声：緑川光）
- コードネーム:色褪せた闇（フラジャイル）
- シンドローム:バロール/ハヌマーン
- ワークス/カヴァー:FHセルリーダー/チンピラ
- Dロイス:工作員（マグネイト）

FHセル「神曲」の実行部隊「ケルベロス」のリーダーを務める男。22歳。何かと鼻で笑う癖がある。
右眼のない隻眼で、髪は真っ白になっている。元々コードネームは「荒れ狂う闇」という当て字であり、シンドロームの力を右眼の「邪眼」で制御していた。FH全てを掌握するという野望に燃えていたが、「神曲」を襲撃した際に美奈子に返り討ちにされ、邪眼を奪われて大幅に弱体化。以後はその指揮下に甘んじているが、這い上がることを諦めていない。
指揮能力は高く、またFHらしく現実的な性格。敗北の影響でとにかくネガティブな言動が目立つが、その実は簡単に諦めることをしない執念深い一面を持つ。彼の持つ願いは美奈子へのリベンジであり、「至高天」はそのために利用しているに過ぎない。そのためPCの中で唯一、「至高天」の叶える願いに興味がない。
黒い風を操っての広範囲攻撃や防御支援を得意とする。また幅広い人脈を持ち、UGNの上層部や京都の裏社会にまでそれは及んでいる。
「至高天」にまつわる戦いで目的を果たし、以後はそれまで動き続けていた反動か自堕落な生活を送っていた。しかし、京都を襲った謎の現象と京香の訪問を受け、再びケルベロスを招集。一連の事態を解決した後はFHとしての活動を再開している。なおこの名は偽名で、本名は不明。5巻においては、最大侵食率が211%というとんでもない数字（単純な数値ならば「デイズ」の面々が上だが、イベントに寄らない通常の上昇では2014年現在の公式リプレイ最大）を記録している。
九鬼（くき、プレイヤー：三田誠 声：諏訪部順一）
- コードネーム:-
- シンドローム:ブラックドッグ/ノイマン
- ワークス/カヴァー:FHエージェント/何でも屋→神父
- Dロイス:秘密武器（トイボックス）

「神曲」セルに派遣されて来たエージェント。32歳。内外で「最強」を謳われるほどの実力を持つ。
元々はボディガードとして名の知られた男なのだが、ある時友人とその娘・セシリアを護衛している際に爆破攻撃を受け、友人は死亡、セシリアは昏睡、自身は重傷を負う。その際オーヴァードとして覚醒し、本間の手でサイボーグ化された。たが、年齢が高く想像力が衰えていてエフェクトを上手く使えなかったため、エフェクトを使う補助として超AI「テセウス」を移植されている。
エフェクトの強化ではなく装備の更新で強くなる、「ダブルクロス」のPCでは珍しいタイプ。常に着用しているコートの裏に機械の隠し腕があり、超振動ナイフやパイルバンカー、挙句にハンマーまで装着している。
敵味方を問わず「子供」を守ろうとする姿勢があり、譲れない一線としてそのスタンスを崩したことはない。そのためかチームメイトのミユキと朱香はもとより、UGNの雪村や真梨子にもある種の信頼を寄せられている。“ブレイクエンド”とは一種のライバル的関係であるが、その縁からか京都UGNに渡りをつけたこともある。また、行く道に迷うミユキと朱香の先導役も務めており、複雑な人間関係を調和させる一種の掛け橋的な存在でもある。
セシリアからは「おじさま」と呼ばれており、彼女に対しては父親的な立ち位置から接している。「至高天」の一件の後、セシリアが目覚めた後は彼女の傍にいるべく神父に扮し、彼女の通う女子高に潜り込んでいる。
全てが終わった後はセシリアと共に京都を離れている。なお本名は不明。

### ノン・プレイヤー・キャラクター
""内はその人物のコードネームである。

#### FHメンバー
"クィーンアント"高円寺瑞穂（こうえんじ みずほ）
- シンドローム:ブラム＝ストーカー/ソラリス/キュマイラ
- Eロイス:虚実崩壊

「神曲」において「至高天」の研究を行っている研究者。研究のため「右手」の奪取をケルベロスに依頼した。
その目的は独自の研究である「人格転写」の一環であった。実はジャーム化しており、実年齢は80を超えている。オーヴァード化したことで若返ったが老化や死は先延ばしになっただけだったため、自身のクローンである真梨子に人格を移し替えようと考えていた。しかし、その中に「至高天」の専有が含まれていたためケルベロスによって討伐された。
その後5巻において、意外な形で再登場する。
"ストラグル"桐原和也（きりはら かずや）
- シンドローム:キュマイラ/エグザイル
- Dロイス:超侵蝕（ディープエロージョン）
- Eロイス:殺戒現出/さらなる絶望

元「神曲」の戦闘員。ミユキと同時期にオーヴァードとなったが、力の上がり方が低く人間の範疇を出なかった。そのためいつしか「強くなる」という妄執に囚われてジャーム化し、「至高天」を狙ったためにミユキによって討伐された。
だが、友人である俊介の手を借りて生き延びており、彼と協力してFHの施設を襲撃、「右手」を強奪。とある人物（後に六郎だったことが判明）に渡された「肺」と共にそれを同化し、「至高天」から力を引き出してミユキへの意趣返しを目論んだ。元々人間的な器量が狭く、俊介も最後には「守る姿勢は俺より強いという認識の現れ」という身勝手な理由で殺害している。最後には晃士朗の策に引っ掛かってケルベロスと戦い、またしてもミユキによって討たれた。
"レッドピラー"阿部俊介（あべ しゅんすけ）
- シンドローム:オルクス/ブラム＝ストーカー

元「神曲」の戦闘員。和也の唯一の友人であり、彼を守ることを己の役目と定めていた。和也がミユキに討伐された際、また彼がFHの施設を襲った際にも裏から手を貸しており、それを充足と感じている。
後に和也の邪魔をするケルベロスを葬らんと桜並木の下で対決するも、力及ばず敗れ去る。その直後、突然現れた和也に殺害された。死に際には敵であるはずのミユキ達に和也を助けることを懇願し、ジャーム化。九鬼によってトドメを刺された。
ピッツァ
- シンドローム:ハヌマーン/ノイマン

五条大橋の下で朱香と真が拾った仔犬。いわゆる「オーヴァード犬」と言われるレネゲイドの力を得た動物である。
マテリアルの一つ「心臓」を宿しており、他のマテリアルの場所を感知出来る。元々は「弁慶」と言う名前で、UGNエージェントの"犬橇（ドッグスレッド）"風間志信（かざま　しのぶ）のパートナーだったが、重傷を負った際にマテリアルの移植を受け、蘇生した経緯を持つ。遮那王の一件の後は朱香の飼い犬としてロングアイランドに住みついており、一連の事件後はバーのマスターに飼われている。
百々菊（ももぎく）
「神曲」セルの連絡員を務める女性。通常は芸妓として働いている。
晃士朗に"プルガトーリオ"からの指令を伝えるのが主な仕事。素性は晃士朗の実妹であるが、本人はその事を知らず、顔をよく覚えていない「兄」を探すためにFHにいる。六郎の襲撃に前後して京都を出たが、その後戻ってきている。5巻のエンディングでは晃士朗と行動を共にしているが、真相を知ったのかは不明。
"プルガトーリオ"永石美奈子（ながいし みなこ）
- シンドローム:サラマンダー/バロール
- Dロイス:奇妙な隣人（ストレンジネイバー）

「神曲」のセルリーダーを務める女性。朱香の育ての親でもある。
「至高天」に関わる事件の黒幕的存在。マテリアルを巡る戦いにケルベロスのメンバーを選抜し、指令を与えて戦わせていた。六郎とは因縁のある仲だが、とある取り決めの存在により直接戦ったことはミユキの事件以来一度もない。朱香やミユキからは大きな信頼を寄せられていたが、晃士朗にとっては仲間の仇であるため、敵意混じりの感情を向けられている。
実は朱香の実母であり、前セルリーダーである蔵人の娘。朱香に対して偽りない愛情を注いでおり、自身を庇って彼女が死亡した際は半狂乱となり、「至高天」に娘の蘇生を願った。しかし、不完全な起動の代償として「リザレクト」の能力を失い、六郎との戦いで受けた傷が癒え切らずに死亡。その後は蔵人によってその死体にレネゲイドビーイングを植え付けられ、事実上の操り人形と化していたが、そのビーイングがケルベロスによって排除されたことで僅かに意識を取り戻し、朱香に最期の別れを告げて事切れた。
その後、5巻においても意外な形で再登場している。なお、回想シーンでミユキをFHに招いたのは本人の方。
ネーミングの由来は永井豪と石川賢から名字を引っ張り、「ダイナミック」をアナグラムして女性名にしたもの。
"煉獄（プルガトーリオ）"
- Eロイス:不滅の妄執/加虐の宴

美奈子の死体に取りついていたレネゲイドビーイング。本編中で美奈子として振る舞っていたのはこのビーイングであり、晃士朗の真の仇でもある。4巻において真相が暴かれたことで本性を現し、ケルベロスと戦い敗北。「左手」の作用で美奈子から引きはがされ、消滅した。
そもそもは竜馬が蔵人に与えたものであり、その尖兵に過ぎなかった。
"イート・ザ・ミート"大門寺蔵人（だいもんじ くろうど）
- シンドローム:オルクス/エグザイル
- Eロイス:堕落の誘い/暴食の胃袋/さらなる絶望/唯我独尊/楔の呪い/ありえざる存在:プラズマカノン/超越活性

「神曲」の前セルリーダー。朱香の祖父に当たる。
「至高天」に触れたことでオーヴァードとなったが、その瞬間にジャームと化していた。それ以来「『至高天』を取り込み、充実した死を迎える」という目的に向けて暗躍を始めることになる。
一連の事態を裏から操っていた黒幕であり、ピッツァを川に流したのもこの男。「至高天」の起動条件である「適格者同士の絆」を結ばせるために手を尽くしていたが、適格者だった美奈子の意識が朱香にしか向いていなかったため、思うように事態が進まず焦っていた。その際、竜馬から"煉獄"を渡され、美奈子が死亡した後のその体に植え付けることで「神曲」を操っていた。ケルベロスメンバーの前では三下な性格の老人として振る舞っていたが、実際には記憶を自身のエフェクト（データ的にはエネミーエフェクト《メンタルインベイジョン》）で封印していただけであり、後に"煉獄"によってそれを解除されている。
オルクスシンドロームの能力として「領域」を操れるが、彼はそれを「マレボルジェ」全域に固定しており、その中では無敵の力を発揮する。全てを計画通りに進めた後、「至高天」を捕食しようとするがタクミに妨害され、その隙をついて攻め込んで来たケルベロスに滅ぼされた。
青峰タクミ（あおみね タクミ）
- シンドローム:サラマンダー/オルクス

ミユキの弟であり、元FHエージェント。14歳。適格者の一人。
FHに入った経緯は不明だが、覚醒時に美奈子に招かれたものと思われる。その力の使い方を彼女から教わり、以後はエージェントとしてFHにいたが、幼いながらにFHの異常さを感じ取っていた。その後、「至高天」の起動方法について知った後、家族をつれてマテリアルを持ち出し、脱走。六郎を通じてUGNに逃げ込もうとしていたが、追って来た美奈子と朱香、やって来ていた六郎との戦いで家族を失ってしまう。そのショックで暴走を起こし、「至高天」の力によって状況の打破を願ったことにより、力の余波で朱香を殺害。結果的に彼女は美奈子の願いで蘇生したものの、全体を見ると一連の事態の引き金を引いていたことになる。
その後は代償として「至高天」に取り込まれ、身体が水晶化したまま時を過ごしていたが、後に真に意識を取りつかせる形でミユキと接触。UGN京都支部壊滅後は真ともども行方不明になっていたが、彼が姿を現した際に半身が水晶化した状態でミユキに保護される。それからしばらくは意識不明であったが、4巻冒頭で覚醒。水晶化を朱香が引き受け、それを「至高天」への願いで消去することで元の姿に戻る。京都全域を襲った謎の現象を受けて再び水晶化が始まるが、事態の根幹が打倒されたことで回復。その後は真を通じてUGNに所属している。
なお、名前は漢字だと「青峰拓海」と書く。
"奪還者"永石竜馬（ながいし りょうま）
- シンドローム:サラマンダー/エグザイル
- Dロイス:変異種（コピー）、変質せし来訪者（オリジナル。読みは「ベータレネゲイド」）（※後者はデザイアオリジナルDロイス）
- Eロイス:異なる理（※デザイアオリジナルEロイス）/怯えの眼差し/楔の呪い/絶対拒絶

FH最高幹部「リエゾンロード」の一人で、クラン「エグジスタンス・オーギュメント」を率いる男。朱香の父親に当たる。
実は人間ではなく、外宇宙から飛来した通称「ベータレネゲイド」のビーイング。元々は鉱物生命体だったのだが、地球の環境に適応する形で自身が変異していったため、それを止めるためにやむなく人の姿を取り、「永石竜馬」という借りの名前を使い、FHに接触して行動を開始していた。その目的はすべて自身の「変質」を食い止めるためであり、そのために蔵人や"煉獄"を利用し、故郷の星の環境を地球上に作り出そうとしていた。ちなみにクランのメンバーは自身のコピーである「インフェルノ」「パラディーゾ」のみである。
その維持のためには絆の力が必要であったため、ケルベロスと接触する、真の殺害を図るなどの行動で彼女を引き入れようとしていたが、それらの目論見は失敗に終わり、自身の「変質」も限界に達していた。最後には半ば自暴自棄でケルベロスに戦いを挑んだが、あと一歩の所で力及ばず、ミユキの一閃の前に敗れ去り、完全に人間と化して散った。最後の瞬間、自分と言う存在がミユキの中で記憶されることで妥協していた。
ゲームデータとしては専用Dロイスの効果で全てのシンドロームの全てのエフェクトが使える、というバランスを無視した能力を持っている。
また、オリジナルEロイスとしてベータレネゲイドの力で通常のレネゲイドを弱体化させるEロイス"異なる理"を持っている。
ネーミングの由来は「ゲッターロボ」シリーズより流竜馬。

#### UGNメンバー
柾木真（まさき しん）/"ブレイクエンド"真田賢人（さなだ まさと）
- シンドローム:キュマイラ/モルフェウス
- Dロイス:触媒（カタリスト）

京都UGN最強のエージェント。16歳。「真田賢人」が本名。適格者の一人。
「オーヴァードの力は弱き者のために使うべきだ」という持論を持っており、何かを守るためなら自身の犠牲をも厭わない芯の強さと、それを支えるだけの確かな実力を併せ持った少年。プレイヤー達からは通常のリプレイでは主人公そのものの性格から「もう一人のPC1」「真の主人公」と呼ばれている。
長らくUGNの正義を信じて闘っていたが、「柾木真」としてミユキ・朱香と接触したのを境に迷いが生じ始める。その一件以来朱香に対して好意を抱いている。遮那王によって重傷を負わされたが、「リザレクト」が上手く働かず傷が治らないでいた。タクミと意識を同調した後は「至高天」の起動を防ぐために行動していたが、治癒のために埋め込まれた体内のマテリアルの暴走を防ぐため、一日の大半を眠って過ごすことになっていた。その後、父親である六郎の暴走を止めるべく一時的にケルベロスと手を組み、以後しばらくの間共に行動していた。
その後、蔵人の討伐作戦を最後にUGNに戻ったが、ケルベロスと行動していたことから疑念を抱かれ、単独での行動が多くなっていた。その際に竜馬の襲撃を受け、瀕死の重傷を負ってゼノスに匿われる。決戦後はタクミを連れてUGNに戻った。その際、立場の違いから朱香とは二度と会わないと断言し、彼女から逃げ回っているような状態だが、コンビを組んでいるタクミがメールで知らせているためさっぱり振り切れていない。
六郎の一件以来本名は捨てており、仲間からも「真」と呼ばれている。
本名のネーミングは「虚無戦史MIROKU」の主人公真田幸村から名字、名前は石川賢より。
"クレセントエッジ"雪村豪久（ゆきむら たけひさ）
- シンドローム:モルフェウス/エンジェルハィロゥ

京都UGN所属のチルドレン。スキンヘッドと大柄な体が特徴だが16歳の高校生で、真の同級生。
豪放な喋り方や物腰のおかげで、実年齢よりも上に見られている。モルフェウスの能力で生成した武具を使って闘う。
そのスキンヘッドが原因で、晃士朗や朱香からは「熱血ハゲ」なるあだ名で呼ばれている。本人はそう呼ばれる度「剃っているだけだ！」と律儀に反論するのが常。FHに対しては敵愾心を抱いているが、九鬼個人にはある種の信頼をおいている。
"クィーンビー"高円寺真梨子（こうえんじ まりこ）
- シンドローム:ノイマン/ハヌマーン

京都UGN所属のエージェント。16歳で、ミユキと朱香の元クラスメイト。
元々は瑞穂が自身の器として作り出したクローンであるが、彼女はその事実を知らず、瑞穂を純粋に慕っていた。そのため、彼女を殺したミユキに強い憎悪を抱いている。
3巻以降はそれらの真相を知って受け入れたが、ミユキへの敵愾心は幾分方向性を変えながらも残っている。基本的に無機質な話し方をするが、感情表現がやや苦手なのが原因。
両手に銃器を持っての高速戦闘を行う。
ネーミングは永井泰宇のペンネームから名字をつけ、名前は髙橋真梨子から。
"十字疵（スカード）"真田六郎（さなだ ろくろう）
- シンドローム:エンジェルハィロゥ→ウロボロス/ウロボロス
- Dロイス:賢者の石/申し子
- Eロイス:なし⇒定まりし殺意/否定の壁

京都UGNの新たな支部長。真の父親。
額にある十文字の傷跡がコードネームの由来。凄まじい戦闘力を持ち、単体ならば竜馬をも凌駕する。元々はエンジェルハィロゥシンドロームだったが、3年前の事件で「至高天」が不完全に起動した際「大義を叶える力」を願った事でウロボロスシンドロームを手に入れた。その一件後、美奈子と取り決めをしてマテリアルを半分ずつ分け合い、それらを配下を使って奪い合う、という「ゲーム」を進行していた。
その大義とは「自身および潜在を含むレネゲイド・オーヴァードの完全消滅」であり、そのために「至高天」を使おうとしていた。自らマテリアルを使用し、ジャームとなってまでケルベロスを排除しようとしたが、九鬼の全力攻撃を受けて敗れる。その直後、敗北したことで"煉獄"に仕掛けられた仕掛けが発動し、爆散して死亡した。
5巻でも意外な形で再登場している。
名前はダイナミックプロ所属作家の共同ペンネーム幻六郎から。

#### その他のNPC
"プランナー"都築京香（つづききょうか）
元FH日本支部長にして、レネゲイドビーイングの組織「ゼノス」のリーダー。
特殊なビーイングである絆に目をつけ、その調査をすべくケルベロスに接触。その後の竜馬の襲撃ではバックアップを行ったが、レネゲイドについての理解を深めるため途中から静観。絆のベータレネゲイドの消失に伴い、次のプランを実行すべく姿を消した。
遮那王
- Eロイス：飢えたる魂×3
- シンドローム:ハヌマーン/エグザイル/オルクス

ピッツァの兄弟犬。マテリアルの一つ「右足」を治療のために埋め込まれたが、そのショックでジャーム化。志信を殺害して行方をくらまし、マテリアルに関わる人間やオーヴァードを無差別に襲っていた。ピッツァを取り込んでケルベロスに襲い掛かったが、晃士朗の攻撃で消し去られた。
セシリア・ドーソン
九鬼の友人の娘。車ごと爆破された際に昏睡状態に陥っており、彼女を目覚めさせるために九鬼は闘っていた。
「至高天」の力で目を覚ました後は九鬼のたっての頼みで女子高に編入。かなり現代的な性格で、晃士朗の写真を見るなり「残念なイケメン」扱いしていた。ちなみに九鬼のことは「おじさま」と呼ぶ。
永石絆（ながいし きずな）
「デザイア」全体の鍵となるレネゲイド物質・「至高天」が人間として再生した姿。
蔵人から救われた後、マテリアルを媒体に人間型のレネゲイドビーイングとして再生。朱香によって「永石絆」の名を与えられ、朱香の娘として育てられていたが、突如として体調を崩し、触れたものが鉱物化する謎の現象に見舞われる。
「至高天」だった頃の記憶はおぼろげながら残っている様子。竜馬が外部からその力を増幅することで結晶化現象が京都を中心に拡大した、というのが「謎の現象」の正体であった。
最終的には竜馬が斃れたことでベータレネゲイドが消失し、通常のオーヴァードとなっている。事件の前後は成長が早く、赤ん坊から三カ月ほどで3歳程度まで、竜馬の分身との戦いの後には10歳程まで成長。事態が解決を見た後は3～4歳程度に落ちついている。
なお、自分を生みだした（=データ的には初期ロイスの）3人（朱香、真、タクミ）を共通で「ママ」と呼ぶ。

## 用語
「神曲」
FHセルの一つで、京都に存在する。セルリーダーは美奈子。
「至高天」を研究・起動するのが目的の組織だったが、京都UGNの壊滅時に美奈子が消息を絶ったため、事実上瓦解。その後は九鬼を代理として何とか持ちこたえていたが、「至高天」が消滅したことで完全に解散した。
ケルベロス
「神曲」の実行部隊で、PC達はここに属する。晃士朗をリーダーにミユキと朱香の3人で構成されており、ここに九鬼が派遣されてきている。ベータレネゲイドの一件が終わると共にメンバーそれぞれが独自の道を歩み始めたため、自然消滅している。
「至高天（エンピレオ）」
「デザイア」全体の鍵となる物質。巨大な薔薇の形をしたレネゲイドの塊であり、「適格者」と『マテリアル』が揃う事であらゆる願いを叶える、と言われている。
その正体は外宇宙から飛来した、レネゲイドウィルスに酷似した鉱物生命体……通称「ベータレネゲイド」の塊で、「人間になりたい」という願いを持っていた。マテリアル10種と適格者3人を揃えて条件を満たすことでそれは叶えられ、報酬として適格者の願いを叶える、というのが真相である。「エンピレオシンドローム」という独自のシンドロームを持っており、物理法則を引っ繰り返す現象を引き起こす。竜馬と異なり自ら「変質」することを願い、その結果上述の絆として再生した。なお竜馬の撃破後はエンピレオシンドロームは消失している。
ベータレネゲイド
至高天および竜馬の持つ「エンピレオシンドローム」を発生させるレネゲイドのようなウイルス。元々はまったく別の現象を起こすエフェクトだったのだが、地球上で変質した結果、竜馬は13のシンドローム全てのエフェクトを使用できるようになっている。逆に絆となった「至高天」はエンピレオシンドロームで固定されていた。
ベータレネゲイドのビーイングは、地球上ではレネゲイドウイルスに侵食されてどんどん変質、肉体や精神構造も人間へと近くなっていく。何らかの行動を起こすためには人間の姿を取る必要があり、こうなると変質が発生する。逆に、大元の鉱物生命体の姿を取っている限りは何の影響も受けない。竜馬は変質を拒んで行動を開始したが侵食が進み、逆に「至高天」は変質を望んだが行動出来ない状態にあった。
マレボルジェ
「神曲」の本拠地。「悪の巣窟」を意味する言葉から取られている。
実際には蔵人の肉体と同化した「領域」であったが、彼の撃破に伴って崩壊している。
ロングアイランド
郊外のダーツバー。ケルベロスの拠点となっている場所で、客の入りはほとんどない。
エグジスタンス・オーギュメント
竜馬の統率するクラン。構成メンバーは全て竜馬の分身であり、事実上彼一人のクランと言える。洋上での決戦で竜馬が死亡したことで、自動的に消滅した。
マテリアル
「至高天」の起動に必須となる10の物質。人体の一部を模しているが、これは「至高天」が人間となる際の受け皿の役割を果たす。種類と（リプレイ上での）データ的な効果は以下の通り。
脳髄
不明。
右眼
オートアクションで使用。判定のダイス目を全て10として扱う。
左眼
不明。
右手
マイナーアクションの直前に使用。次に行う攻撃のダメージを倍加し、装甲値・ガードを無効にする。
左手
対象の内部に存在するマテリアル、もしくはレネゲイドビーイングを排除する。使用すると侵食率が1d10点増加する。
脊髄
常時。クリンナップフェイズにHPを回復。
心臓
所有者はマテリアルの存在を感知できる。
肺
オートアクションで使用。バッドステータス・ダイスペナルティ・判定ペナルティを全て消去し、HPを完全に回復する。
右足
任意地点への瞬間移動。
左足
不明。
なお、後にサプリメント「レネゲイズアージ」にて全てのマテリアルがデータとして収録された。ただしゲームバランスの都合上能力が改変されているものがある。

## 書誌情報
ダブルクロス The 3rd Edition リプレイ・デザイア1 星影の魔都 ISBN 978-4-8291-4575-3
第一巻。第一話「女王の孤独～Queen's Solitude～」、第二話「修羅の咆哮～Demon's Cry～」を収録。
ダブルクロス The 3rd Edition リプレイ・デザイア2 残影の妖都 ISBN 978-4-8291-4586-9
第二巻。第三話「子犬のワルツ～Minute Waltz～」、第四話「別離の歌～Das Lied der Trennus～」を収録。
ダブルクロス The 3rd Edition リプレイ・デザイア3 孤影の死都 ISBN 978-4-8291-4599-9
第三巻。第五話「アローン・アゲイン」、第六話「ゲット・ダウン」を収録。
ダブルクロス The 3rd Edition リプレイ・デザイア4 黒影の王都 ISBN 978-4-8291-4616-3
第四巻。第七話「『至高天』、起動」、第八話「戦慄の巨影」を収録。
ダブルクロス The 3rd Edition リプレイ・デザイア5 面影の古都 ISBN 978-4-8291-4629-3
第五巻。第九話「Tomorrow Never Knows」、最終話「Innocent World」を収録。